# Anatole de Bengy
Anatole de Bengy (né à Bourges le 19 septembre 1824 et mort à Paris le 26 mai 1871) est l'un des cinq jésuites tués par les communards durant le massacre de la rue Haxo. Son procès en béatification est ouvert en 1897.

## Biographie
Anatole de Bengy est né le 19 septembre 1824 à Bourges. Il étudie dans le collège jésuite de Brugelette en Belgique et décide durant une visite à Rome en 1845 d'entrer dans la Compagnie de Jésus. Après ses premiers vœux, suivant l'usage de la Compagnie, il enseigne dans les collèges. Il étudie la théologie à Laval (1851-1854) et est ordonné prêtre en 1854. Aumônier pendant la Guerre de Crimée, il se porte également volontaire pour être aumônier dès le début de la guerre franco-allemande de 1870. Il fait partie du cordon sanitaire et vient en aide aux blessés lors du siège de Paris.
Lors de la Commune de Paris, il est incarcéré le 3 avril 1871 et emprisonné à la Conciergerie. Transporté à la prison de la Roquette le 24 mai, il est exécuté avec 40 laïcs et 9 autres clercs, dont quatre autres jésuites — Pierre Olivaint, Jean Caubert, Alexis Clerc et Léon Ducoudray — le 26 mai 1871, durant le massacre de la rue Haxo,.
Son procès en béatification est ouvert par l'archevêché de Paris en 1897.

## Publication
- Mémoires du R.P. de Bengy, de la Cie de Jésus, aumônier de la 8e ambulance pendant la guerre 1870-71 : L'un des otages de la Commune, mis à mort, le 26 mai 1871, Paris, 1871 (lire en ligne).

### Articles liés
- Semaine sanglante
- Massacre de la rue Haxo
- Pierre Olivaint
- Henri Planchat